# 3 v. Chr.
Portal Geschichte | Portal Biografien | Aktuelle Ereignisse | Jahreskalender | Tagesartikel

◄ |
2. Jahrhundert v. Chr. |
1. Jahrhundert v. Chr. |
1. Jahrhundert |
►

◄ | 20er v. Chr. | 10er v. Chr. | 0er v. Chr. | 0er |
10er |
►

◄◄ | ◄ | 6 v. Chr. | 5 v. Chr. | 4 v. Chr. | 3 v. Chr. |
2 v. Chr. |
1 v. Chr. |
1 |
► |
►►
Staatsoberhäupter

## Ereignisse
- Lucius Domitius Ahenobarbus, Statthalter Germaniens, siedelt Teile der germanischen Hermunduren in dem aufgegebenen Siedlungsgebiet der Markomannen im Maingebiet (wahrscheinlich im Obermainland) an. Die Hermunduren geraten dadurch unter den Einfluss der Markomannen.
- Als erster von drei bekannten römischen Militärbefehlshabern dringt Lucius Domitius Ahenobarbus mit einem Heer über die Elbe vor. Er legt einen Bohlenweg im Sumpfland zwischen Rhein und Ems an („pontes longi“ – lange Brücken).
- Der markomannische König Marbod schmiedet mit Zentrum im Gebiet des heutigen Böhmens einen mächtigen germanischen Stammesbund, dem unter anderen zunächst die Hermunduren und Quaden, später auch die Langobarden, Semnonen (5 n. Chr.) und Vandalen angehören.

## Geboren
- 24. Dezember: Galba, Statthalter und Kaiser († 69)